# 한국유니온제약
한국유니온제약 주식회사(Union Korea Pharm Co. Ltd.)는 대한민국의 제약 기업으로, 본사는 강원특별자치도 원주시 문막읍 문막공단길 246에 위치해 있다.

## 역사 및 현황
2018년 7월 26일에 공모가 18,000원에 코스닥 시장에 상장하였다.